# Козлов, Пётр Михайлович
Пётр Миха́йлович Козло́в (12 (24) июля 1893, д. Колена, Виленская губерния — 17 апреля 1944, Москва) — советский военачальник. Герой Советского Союза (17.10.1943). Генерал-лейтенант (1944).

## Юность
Родился 12 (24) июня 1893 года в крестьянской семье в деревне Колено (Плисская волость Дисненский уезд) Виленской губернии. С семи лет жил и воспитывался в станице Горячеводской.
С 15 лет начал работать подручным слесаря в мастерских компании «Зингер» в Минеральных Водах, Пятигорске, Владикавказе, Ессентуках.

## Первая Мировая и Гражданская войны
В 1914 году призван в Русскую императорскую армию и с 1915 года воевал на Кавказском фронте первой мировой войны в качестве старшего унтер-офицера. Дослужился до командира взвода.
Вернулся в Пятигорск. Принимал активное участие в революционных событиях 1917 года. Вступил в отряд Красной Гвардии, затем был избран командиром 1-го Пятигорского красногвардейского отряда. В 1917 году вступил в РСДРП(б).
В 1918 году вступил в Красную Армию. В Гражданской войне принимал участие в качестве командира отряда, полка, бригады на Южном и Западном фронтах. Дважды был контужен в боях.

## Межвоенное время
С сентября 1921 по 1923 годы Пётр Козлов служил командиром 291-го стрелкового полка. Затем направлен на учёбу. В 1926 году окончил Военную академию РККА имени М. В. Фрунзе. С сентября 1926 года командовал 239-м стрелковым полком 80-й стрелковой дивизии Украинского военного округа (Славянск). С декабря 1928 года был начальником штаба 80-й стрелковой дивизии (Артёмовск). В 1932 году окончил Высшие академические курсы при Военной академии РККА имени М. В. Фрунзе и с 1932 года служил начальником курсов усовершенствования комсостава запаса. В 1937 году начальник отдела боевой подготовки штаба Киевского военного округа.
В 1937 году комбриг П. М. Козлов был арестован по ложному обвинению, но в 1938 году был освобождён. С 1939 года — начальник 2-го отдела штаба Калининского военного округа, затем начальник штаба 14-й армии. С октября 1940 года — начальник курса Академии Генерального штаба РККА.

## Великая Отечественная война
1941 и 1942 годы

Могила П. М. Козлова на Новодевичьем кладбище

На начало Великой Отечественной войны Пётр Козлов находился в академии и после неоднократных просьб в ноябре был направлен на фронт в качестве заместителя командующего по тылу 56-й отдельной армии  (в декабре армия включена в состав Южного фронта). С декабря того же года являлся командующим оперативной группой войск этой армии. Принимал участие в Ростовской наступательной операции.
В марте 1942 года был назначен на должность заместителя командующего войсками 18-й армии Южного фронта. С 20 мая по 5 июня командовал 9-й армией Южного фронта.
С 23 июня 1942 года до мая 1943 года — командующий войсками 37-й армии, входившей в состав Южного фронта, с 29 июля — в состав Донской группы войск Северо-Кавказского фронта, с 11 августа — в составе Северной группы Закавказского фронта, с 24 января 1943 года — в составе Северо-Кавказского фронта. Под командованием П. М. Козлова армия вела тяжёлые оборонительные бои в Донбасской, Моздок-Малгобекской и Нальчикско-Орджоникидзевской оборонительных операциях. Действия возглавляемой им армии сыграли большую роль в битве за Кавказ.
1943 год
В ходе Северо-Кавказской наступательной операции в январе 1943 года войска армии освободили 4 января Нальчик, 10 января — Кисловодск, 11 января — Пятигорск (совместно с 9-й армией) и Ессентуки, 17 января — Черкесск. Приказом Верховного Главнокомандующего И. В. Сталина от 25 января 1943 года войскам генерал-майора Козлова П. М., принимавшим участие в освобождении Пятигорска и других городов, объявлена благодарность.
С февраля по март 1943 года 37-я армия принимала участие в Краснодарской операции. С 20 мая по 5 июня 1943 года вторично командовал 9-й армией Северо-Кавказского фронта.
13 июля 1943 года назначен командующим войсками 47-й армии Степного фронта (1 августа передана на Воронежский фронт). Во главе армии участвовал в Курской битве и в Белгородско-Харьковской наступательной операции, но от руководства ею был освобождён 3 августа по инициативе командующего Степным фронтом И. С. Конева «за слабое руководство войсками армии и незнание обстановки, состояния подчинённых соединений и отсутствие с ними непрерывной связи, что привело в ходе боевых действий к значительным потерям личного состава армии».
18 августа 1943 года Пётр Козлов был назначен с понижением на должность командира 77-го стрелкового корпуса (60-я армия, Центральный фронт), который вскоре отличился в ходе битвы за Днепр. На начальном этапе битвы, в Черниговско-Припятской фронтовой операции, корпус наступал к Днепру высокими темпами, отличившись при освобождении Конотопа (6 сентября), Бахмача (9 сентября), Нежина (15 сентября), крупных населённых пунктов Моровска, Рудни. Приказами Верховного Главнокомандующего И. В. Сталина от 9 и 15 сентября войскам, принимавшим участие в боях за Конотоп и Бахмач, а также участвовавшим в освобождении Нежина, объявлена благодарность, и в Москве даны салюты 12-ю артиллерийскими залпами из 124-х орудий.
Корпус генерал-майора П. М. Козлова с ходу форсировал реки Остёр, Десна. Командир корпуса сумел к моменту выхода его на Днепр подтянуть достаточное количество инженерных средств и боеприпасов, благодаря чему удалось с ходу форсировать Днепр в районе населённого пункта Окуниново, захватить и удержать плацдарм на Днепре, своевременно построить переправы на него и нанести в боях на плацдарме большие потери врагу. Командующий 60-й армией генерал-лейтенант И. Д. Черняховский высоко оценил действия П. М. Козлова в этом сражении, представив его к присвоению звания Героя Советского Союза.
Указом № 1685 Президиума Верховного Совета СССР от 17 октября 1943 года за умелое командование корпусом и проявленные при этом отвагу и геройство генерал-майору Петру Михайловичу Козлову присвоено звание Героя Советского Союза с вручением ордена Ленина и медали «Золотая Звезда».
В ноябре 1943 года командир 77-го стрелкового корпуса Пётр Михайлович Козлов был ранен, тяжело заболел, вскоре освобождён от должности и эвакуирован в госпиталь в Москве. 17 января 1944 года ему было присвоено звание «генерал-лейтенант».
Пётр Михайлович Козлов умер 17 апреля 1944 года в Москве. С воинскими почестями похоронен на Новодевичьем кладбище (участок 1).

## Награды
- Медаль «Золотая Звезда» Героя Советского Союза (17.10.1943)
- Орден Ленина (17.10.1943)
- Два ордена Красного Знамени (1923, 05.05.1942)
- Орден Кутузова II степени (28.01.1943)
- Медаль «XX лет РККА» (22.02.1938)
- Отделанная серебром кавказская шашка от правительства Кабардино-Балкарии[1]

## Воинские звания
- Комбриг (26.11.1935)[9]
- Генерал-майор (4.06.1940);
- Генерал-лейтенант (17.01.1944).

## Память

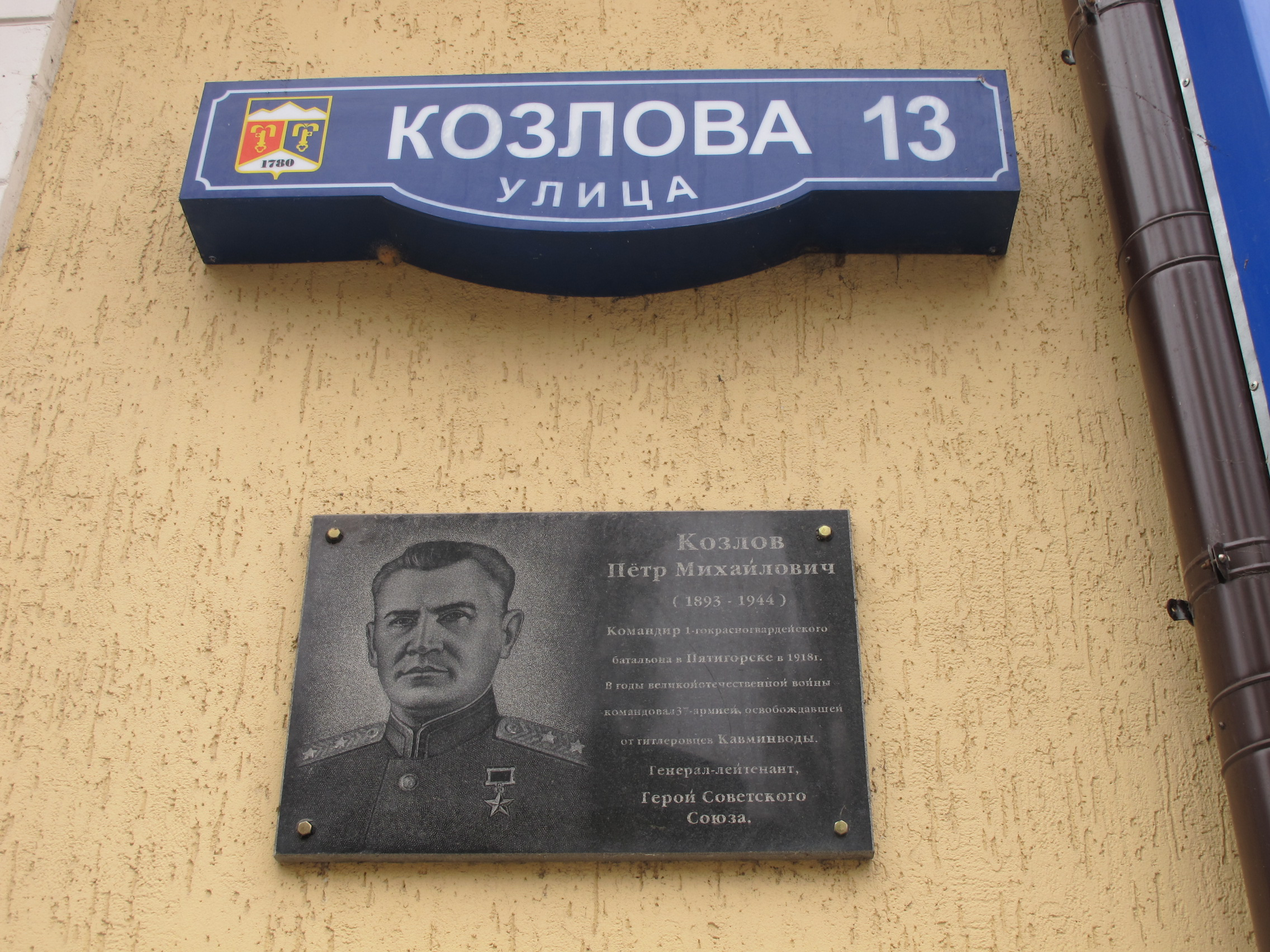
Памятная доска П. М. Козлову на улице Козлова в Пятигорске

- Почётный гражданин города Пятигорска
- В 1957 году в честь П. М. Козлова был установлен бюст в Пятигорске[10].
- В 1977 году установлена мемориальная доска на доме генерала П. М. Козлова в станице Горячеводской.
- В его честь названы улицы в Пятигорске и Нальчике
- В 2012 году ко Дню белорусской письменности в городе Глубокое (Беларусь) на Аллее знаменитых земляков был установлен бюст Петру Козлову[11].